# 1051-es busz
Az 1051-es jelzésű autóbuszvonal Ózd és Budapest között húzódó országos vonal, amelyet a Volánbusz Zrt. üzemeltet Eger érintésével.

## Útvonala
Az ózdi autóbusz-állomásról indul. A 25-ös főút Arló felé tartó szakaszán indul el, a városban még 3 megállót érint. 7 kilométer múlva éri el a községet, majd Járdánházát, ezt követi a kisváros Borsodnádasd, majd a megyehatári elágazásban Bekölce irányába fordul, azonban a faluban nem áll meg. Helyette Egercsehit szolgálja ki kettő megállóban is, majd visszatér a főútra és az Eger–Putnok vasútvonal határában fekvő Szarvaskő következik. A vonal 46. kilométerén már Heves megye székhelyén, Egerben tartózkodik, autóbusz-állomásán 10 percet várakozik. A vasútállomási elágazást követően a Mátyás király úton hagyja el rövidesen a települést, majd először a 252-es főúton, aztán az M25-ös autóúton, és egy jó negyed órás szakasza múlva az M3-as autópályán közlekedik expresszjárati jelleggel. Legközelebb Budapesten áll meg. A többi országos és távolsági járathoz hasonlóan érint a fővárosban megállókat, 177 kilométer után a vonal végállomására, a stadioni autóbusz-pályaudvarra érkezik.
Ellentétes irányban nincs indítása.

## Közlekedése
Egyetlen alkalommal indul a fővárosba, tanévben az első munkanapot megelőző napon (vasárnap). A két végállomás között kapcsolat rendszeresen létesített Bátonyterenye irányából (1031-es busz).
| Viszonylat                                  | Indításszám | Közlekedési rend                             |
| ------------------------------------------- | ----------- | -------------------------------------------- |
| Ózd, aut. áll. ➝ Budapest, Stadion aut. pu. | 1 oda       | tanévben az első munkanapokat megelőző napon |

## Megállóhelyei
| A megállóban felszállási / leszállási korlátozás van jelen. |                                                  |          | |
| 0                                                           | Ózd, autóbusz-állomás végállomás                 | 0.0 km   | 1, 2, 2A, 3, 4, 6, 7, 8, 12, 20A, 23, 26, 46, 47, 68, 74, 76, 78 1031, 1034, 1369, 1384, 1411 3410, 3770, 3773, 4101, 4102, 4104, 4140, 4145, 4147, 4148, 4150, 4151, 4153, 4155, 4157, 4158, 4160, 4161, 4180, 4185, 4186 |
| 1                                                           | Ózd, bolyki elágazás                             | 1.5 km   | 2, 2A, 6, 12, 20, 20A, 21, 23, 26, 46, 63, 68, 76 1031, 1034, 1369, 1384 3770, 4102, 4180, 4185, 4186 |
| 2                                                           | Ózd (Hódoscsépány), élelmiszerbolt               | 3.0 km   | 6, 26, 46, 63, 68, 76 1031, 1034, 1384 3770, 4180, 4185 |
| 3                                                           | Ózd, somsályi elágazás                           | 4.0 km   | 6, 26, 46, 63, 68, 76 1031, 1034 3770, 4180, 4185 |
| 4                                                           | Arló, Arlói-tó bejárati út                       | 6.9 km   | 1031, 1034, 1384 3770, 4180 |
| 5                                                           | Járdánháza, temető                               | 9.6 km   | 1031, 1034 3770, 4180 |
| 6                                                           | Borsodnádasd, autóbusz-váróterem                 | 13.5 km  | 1031, 1034, 1384 3404, 3409 |
| 7                                                           | Egercsehi, bányatelep autóbusz-váróterem         | 25.4 km  | 3400, 3403, 3409, 3481, 3484, 3485, 3488 |
| 8                                                           | Egercsehi, bekölcei elágazás                     | 27.3 km  | 3400, 3403, 3409, 3481, 3484, 3485 |
| 9                                                           | Szarvaskő, központ                               | 36.0 km  | 1054 3400, 3402, 3403, 3404, 3408, 3409, 3410, 3411, 3412, 3481, 4157 személyvonat – Szarvaskő [87.] |
| 10                                                          | Eger, Kővágó tér                                 | 45.9 km  | 4, 7, 11, 13, 14, 14E, 17, 113 1053, 1054 3400, 3402, 3403, 3404, 3408, 3409, 3410, 3411, 3412, 3435, 3454, 3481, 4157 |
| 11                                                          | Eger, autóbusz-állomás                           | 48.4 km  | 2, 2A, 4, 5, 5A, 6, 7, 7A, 11, 12, 14, 14E, 16, 17, 112, 914 1049, 1050, 1053, 1054, 1343, 1344, 1346, 1347, 1348, 1349, 1351, 1352, 1362, 1380, 1383, 1426, 1427, 1428, 1447, 1466, 1468, 1517 3400, 3402, 3403, 3405, 3406, 3407, 3408, 3409, 3410, 3411, 3412, 3414, 3415, 3416, 3417, 3418, 3419, 3420, 3423, 3424, 3426, 3430, 3431, 3432, 3433, 3434, 3435, 3440, 3441, 3442, 3443, 3444, 3445, 3446, 3448, 3450, 3455, 3456, 3457, 3458, 3462, 3469, 3470, 3471, 3472, 3473, 3474, 3476, 3479, 3480, 3481, 3482, 3483, 3484, 3488, 3604, 3660, 3667, 4012, 4014, 4015, 4157 |
| 12                                                          | Eger, vasútállomás bejárati út                   | 49.8 km  | 11, 12, 14, 14E, 112, 113 1050, 1053, 1054, 1343, 1348, 1362, 1380, 1427, 1466, 1517 3400, 3402, 3408, 3410, 3411, 3414, 3423, 3424, 3426, 3430, 3431, 3432, 3433, 3434, 3435, 3436, 3440, 3441, 3442, 3443, 3444, 3445, 3446, 3448, 3472, 3479, 3482, 3484, 3667, 4011, 4015, 4157 Agria InterRégió, személyvonat – Eger [87/87a] |
| 13                                                          | Eger, Tompa utca                                 | 51.4 km  | 3A, 6, 11, 12, 13, 14, 14E, 16, 112, 113, 914 1050, 1053, 1054, 1343, 1346, 1348, 1362, 1380, 1427, 1466, 1517 3402, 3408, 3410, 3411, 3414, 3423, 3424, 3426, 3430, 3431, 3432, 3433, 3434, 3435, 3436, 3440, 3441, 3442, 3443, 3444, 3445, 3446, 3448, 3472, 3479, 3482, 3484, 3667, 4011, 4015, 4157 |
| 14                                                          | Budapest, Szerencs utca                          | 169.0 km | 96, 124, 225, 296, 296A 396, 397, 398, 399, 400, 402, 412, 414, 422, 424, 432, 433, 434, 435, 436, 437, 438, 439, 441, 442 1020, 1021, 1024, 1031, 1034, 1037, 1039, 1040, 1044, 1045, 1046, 1049, 1050, 1052, 1053, 1054, 1055, 1063, 1066, 1067, 1068, 1069, 1076 |
| 15                                                          | Budapest, Kacsóh Pongrác út                      | 172.9 km | 25, 32, 225 396, 397, 398, 399, 400, 402, 412, 414, 422, 424, 432, 433, 434, 435, 436, 437, 438, 439, 441, 442 901, 918 1020, 1021, 1024, 1031, 1034, 1037, 1039, 1040, 1044, 1045, 1046, 1049, 1050, 1052, 1053, 1054, 1055, 1063, 1066, 1067, 1068, 1069, 1076 74, 81, 82 1, 1A, 3, 69 |
| 16                                                          | Budapest, Stadion autóbusz-pályaudvar végállomás | 176.7 km | 95, 130, 195 396, 397, 398, 399, 400, 402, 410, 412, 414, 422, 424, 430, 432, 434, 435, 436, 437, 438, 439, 440, 441, 442, 485, 486 901, 908, 908A, 918, 931, 931A, 956, 990 1020, 1021, 1024, 1031, 1034, 1037, 1039, 1040, 1044, 1045, 1046, 1049, 1050, 1052, 1053, 1054, 1055, 1063, 1066, 1067, 1068, 1069, 1070, 1075, 1076, 1077, 1078 73, 75, 77, 80 1, 1A |